# Acherontia suffusa
Acherontia suffusa är en fjärilsart som beskrevs av Tutt 1904. Acherontia suffusa ingår i släktet Acherontia och familjen svärmare. Inga underarter finns listade i Catalogue of Life.